# 広楽寺 (台東区)
廣楽寺（こうらくじ）は、東京都台東区にある真宗大谷派系の単立寺院（浄土真宗東本願寺派）。

## 歴史
1620年（元和6年）、寿玄によって開山された。寿玄は遠江国佐野郡掛川（現・静岡県掛川市）の広楽寺の寺族である。
元々は江戸神田に位置していたが、1657年（明暦3年）の明暦の大火の後、現在地に移転した。
当寺の本尊の阿弥陀如来は、1632年（寛永9年）に旗本大久保教隆によって寄進されたものである。
当寺は初代尾上菊五郎の菩提寺でもあった

## 交通アクセス
- 浅草駅より徒歩約17分（経路案内）。